# Edward Woodward
Edward Albert Arthur Woodward (Croydon, 1 de junio de 1930-Truro, 16 de noviembre de 2009) fue un actor y cantante británico, conocido por protagonizar junto a Christopher Lee la película de culto The Wicker Man.

## Biografía
Nacido en el municipio inglés de Croydon. Después de graduarse en la Royal Academy of Dramatic Art (RADA), Woodward comenzó su carrera en el teatro y actuó en producciones tanto en el West End londinense como en Broadway (Nueva York). Llegó a una mayor fama en 1967 con el papel protagonista de la serie de televisión inglesa Callan, que le valió en 1970 el premio BAFTA al mejor actor. Entre sus papeles protagónicos en cine, Woodward interpretó el papel del sargento de policía Neil Howie en la película de terror británica The Wicker Man (1973), y la película biográfica australiana Breaker Morant (1980).
En 1985 Woodward interpretó el papel del exagente secreto británico Robert McCall en la serie de televisión estadounidense The Equalizer, que le valió el premio Globo de Oro en 1987 al mejor actor dramático de televisión. La serie se emitió desde 1985 a 1989 y se filmaron 88 episodios. Aparece también en la serie de televisión La femme Nikita, en la que interpreta a Mr. Jones,  líder de toda la sección, con un secreto que se revela en la última temporada de la serie.

## Filmografía
- 1955: Where There's a Will
- 1960: Inn for Trouble
- 1964: Becket
- 1967: Callan serie {1967-1972}
- 1970: The Edward Woodward Hour
- 1971: 10 Rillington Place
- 1972: Incense for the Damned
- 1972: Sitting Target
- 1972: Young Winston
- 1973: The Wicker Man
- 1974: Callan "filme de la serie"
- 1975: Three for All
- 1977: Stand Up, Virgin Soldiers
- 1980: 'Breaker' Morant
- 1981: The Appointment
- 1981: Wet Job telefilme
- 1982: Who Dares Wins
- 1983: Love Is Forever telefilme
- 1984: Champions
- 1985: Arthur the King telefilme
- 1985: King David
- 1985: The Equalizer serie de televisión {1985-1989}
- 1987: La cabaña del tío Tom telefilme
- 1988: Memories of Manon
- 1990: Hands of a Murderer telefilme
- 1990: Mister Johnson
- 1991: Over My Dead Body serie
- 1991: In Suspicious Circumstances serie de televisión {1991-1996}
- 1994: Deadly Advice
- 1995: The Shamrock Conspiracy telefilme
- 1996: Gulliver's Travels telefilme
- 1997: The House of Angelo
- 1999: Marcie's Dowry
- 1999: CI5: The New Professionals serie de televisión
- 2002: Night Flight telefilme
- 2002: The Abduction Club
- 2007: Hot Fuzz
- 2009: A Congregation of Ghosts